# Parafia św. Joanny d’Arc w Herston
Parafia św. Joanny d’Arc w Herston – parafia rzymskokatolicka, należąca do archidiecezji Brisbane.